# 李越宏
李越宏（1989年8月28日—），山东省济南市人，男子25米手枪速射运动员。

## 简历
李越宏毕业于济南十三中，2005年进入济南市射击队，同年加入山东省射击队。
2016年8月13日，他在2016年里约奥运会射击男子25米手枪速射决赛中，以27中的成绩获得铜牌。
2021年8月2日，再次获得2020年东京奥运会射击男子25米手枪速射铜牌。
2023年世界射击锦标赛，李越宏40发中命中39发，打破了保持5年的世界纪录。
2024年奥运会，获得25米手枪速射金牌，这是中国在该项目奥运首冠。

## 主要成绩
- 2010年国际射联射击世界杯北京站男子25m手枪速射冠军
- 2010年世界射击锦标赛男子25m手枪速射季军
- 2010年广州亚运会男子25m手枪速射冠军
- 2011年世界大學運動會男子25m手枪速射团体冠军、个人季军
- 2012年第12届亚洲射击锦标赛男子25米手枪速射团体冠军（团队：丁峰和周治国）
- 2012年第12届亚洲射击锦标赛男子25米手枪速射个人赛亚军
- 2013年国际射联世射击界杯美国站得男子25米手枪速射铜牌
- 2013年7月喀山世界大运会25m标准手枪赛男子团体冠军
- 2016年奥运会男子25m手枪速射季军
- 2020年奥运会男子25m手枪速射季军[7]
- 2024年奥运会男子25m手枪速射冠军

## 个人生活
李越宏的父亲李栋和母亲李泽华都是济南的普通工人。他的妻子王瑶也是一名射击运动员，他们的儿子出生于2016年。